# Sumner Paine
Sumner Paine (ur. 13 maja 1868 w Bostonie, Stany Zjednoczone, zm. 18 kwietnia 1904 tamże) – amerykański strzelec, uczestnik i medalista Igrzysk w Atenach.
Paine pochodził ze sportowej rodziny, jego ojciec generał Charles Jackson Paine trzykrotnie wygrywał Puchar Ameryki w latach 1885, 1886 i 1887. W 1896 jego brat John był członkiem Boston Athletic Association, która wysłała kilku swoich zawodników na Igrzyska do Aten. John Paine po drodze do Grecji zatrzymał się we Francji by spotkać się ze swoim bratem, który pracował jako rusznikarz. Sumner pracował w tym czasie w Gastin-Renette Galleries. John przekonał brata i razem wzięli udział w Igrzyskach w Grecji.
Początkowo bracia mieli wystartować w 3 konkurencjach, jednak nie posiadali pistoletu odpowiedniego kalibru by wziąć udział w konkurencji pistoletu szybkiego, w związku z czym zostali zdyskwalifikowani. W konkurencji pistoletu wojskowego obaj bracia używający rewolwerów Colt okazali się bezkonkurencyjni, zajmując dwa pierwsze miejsca z wynikami 442 (John) i 380 (Sumner). Na trzecim miejscu znalazł się Nikolaos Morakis z zaledwie 205 punktami. Zwycięstwo było tak okazałe, że młodszy z braci (John) zdecydował się wycofać z kolejnych startów argumentując, że byłoby to niesportowe zachowanie.
Sumner wystartował jeszcze w konkurencji pistoletu dowolnego, gdzie z wynikiem 442 punktów zdobył złoty medal przed Duńczykiem Holgerem Nielsenem (285 punktów).